# Quận Essex, Massachusetts
Quận Essex là một quận thuộc tiểu bang Massachusetts, Hoa Kỳ.
Quận này được đặt tên theo. Theo điều tra dân số của Cục điều tra dân số Hoa Kỳ năm 2010, quận có dân số 743.159 người. Quận lỵ truyền thống đóng ở Salem và Lawrence.6. Chính quyền quận bị bãi bỏ năm 1999.

## Địa lý
Theo Cục điều tra dân số Hoa Kỳ, quận có diện tích 2146 km2, trong đó có 849 km2 là diện tích mặt nước.